# Escola Sant Vicenç de Paül
L'Escola Sant Vicenç de Paül és un centre educatiu de Figueres fundat el 10 de novembre de 1897 com a Fundació Escoles Gratuïtes de Sant Vicenç de Paül dirigida per sor Ramona Regordosa amb les Filles de la Caritat. El 1910 s'inaugurà un dormitori per a nenes orfes i una escola dominical,completament gratuïta. L'any 1940 fundaren una escola nocturna d'obrers i organitzaren unes colònies escolars a Llançà. El nom de sor Ramona Regordosa i de la sor Rosa Galí, entre altres benefactors, continuen sent un referent per a la ciutat de Figueres.